# Титушки

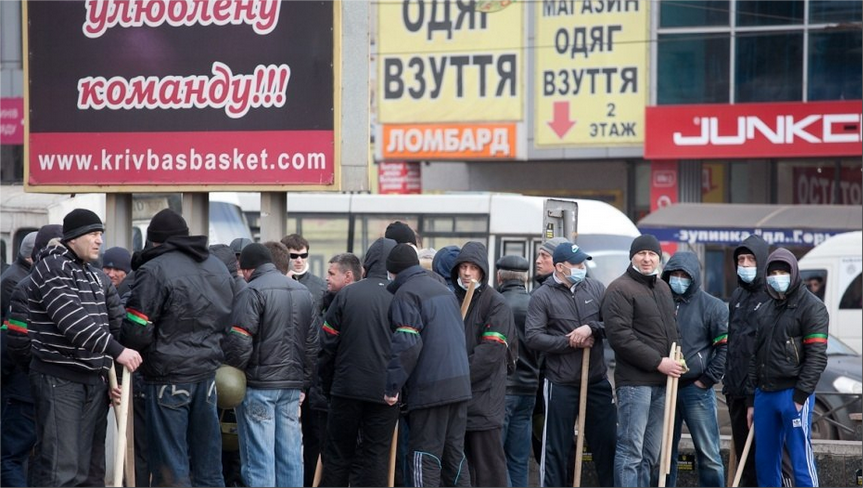
Группа «титушек» в Кривом Роге

«Титу́шки» (укр. тітушки) — собирательный термин, возникший в мае 2013 года на Украине, первоначально для именования молодых людей, негласно используемых местными властями в качестве подстрекателей и наёмников для организации силовых провокаций, потасовок, иных акций с применением физической силы. Отличительная черта титушек — это их поддержка со стороны структур местных властей и, как следствие — гарантированная безнаказанность и покровительство со стороны правоохранительных органов.

## Исторический контекст
В конце 2013 — начале 2014 годов, в ходе массовых антиправительственных протестов на Украине, значение термина расширилось: титушками стали называть оплачиваемые группировки наёмников-провокаторов (как правило, спортивного телосложения), криминальных элементов и «гопников», использовавшихся властью для запугивания, избиения и разгона демонстраций.
Позднее сторонники Евромайдана и журналисты ряда российских СМИ стали использовать это слово для именования вообще всех выступающих против Евромайдана и соглашения об ассоциации Украины и Евросоюза.
Лидеры политической оппозиции на первых порах называли «титушками»-провокаторами своих союзников — наиболее радикальных крайне правых активистов Евромайдана, провоцировавших столкновения с правоохранительными органами и участвовавших в захватах административных зданий.
«Титушками» стали называть любых физически крепких молодых людей, привлекаемых к участию в силовых противостояниях с экономической подоплёкой. Социолог Ирина Бекешкина в декабре 2013 следующим образом отозвалась о титушках:

Эту прослойку общества создала жизнь: молодые здоровые качки — ребята с плохим образованием и без постоянной работы, которые чувствуют себя униженными в обществе, где наверху — супербогатые люди, которые ничем особенно не отличаются от низов, им просто повезло. Они нанимаются выполнять грязные заказы, чтобы заработать на жизнь, и неплохо, по-видимому, заработать. Но такая «работа» приносит им и удовольствие — это возможность показать, что они тоже что-то могут, чего-то стоят, это такой способ отомстить за социальную несправедливость. Раньше они прятались по углам, а теперь запрос на их услуги организовал эту прослойку. Они чувствуют себя сплочённой силой, которой всё позволено. Это огромная проблема, масштабы которой власть пока не осознала.
Слово употребляется также в отношении подобных людей в России. Так, в мае 2019 года СМИ сообщили, что власти Екатеринбурга «наняли «титушек», чтобы разогнать протестующих против застройки сквера под очередной православный храм»

## Происхождение
Термин «титушки» происходит от фамилии спортсмена из Белой Церкви Вадима Титу́шко (укр. Вадим Тітушко), известного друзьям как Вадик Румын, который 18 мая 2013 года в Киеве участвовал в потасовках с оппозицией и напал на находившихся на месте событий журналистов. Нападение было зафиксировано фотокорреспондентами, что и послужило основным доказательством его вины в суде. Титушко был осуждён на 3 года, но наказание было заменено на условное. Вскоре журналистами были установлены личности ряда других участников нападения на митингующих и журналистов. В 2018 году Вадим был подозреваемым в разбойном нападении на частный дом. С 2022 года защищает Украину в войне с Россией в составе 72-й бригады.
Доктор филологических наук, профессор С. А. Жаботинская, вице-президент Украинской ассоциации когнитивной лингвистики и поэтики, в своей работе «Язык как оружие в войне мировоззрений», посвящённой специфическому «оружию» Майдана и Антимайдана — создаваемым противоборствующими сторонами лексическим инновациям (неологизмам и окказионализмам), отмечает, что фамилия Титушко созвучна со словом «тушка», которое ранее метафорически использовалось для обозначения депутатов Верховной рады, мигрирующих из фракции во фракцию.
Несмотря на попытку адвокатов Вадима Титушко запретить слово «титушки», слово закрепилось в языковом обороте.

## Распространённость термина
В результате исследования Центра мониторинга Public.Ru, по итогам 2013 года «титушки» было признано вторым по популярности неологизмом года после слова «Евромайдан». По мнению Татьяны Печончик, кандидата филологических наук, слово «титушки» имеет высокие шансы войти в академические словари. Наряду с «евромайданом» оно представляет собой образчик украинской лексики, заимствуемой другими языками. Как резонансное понятие современной украинской политики, понятие «титушки» вошло в лексикон иностранных СМИ и документов международных организаций. Так, в отчёте Миссии ОБСЕ по оценке положения в области прав человека, работавшей на Украине в марте-апреле 2014 года, указывалось:

Среди этих лиц были так называемые «титушки», которых можно в широком смысле определить как наемных агентов поддержки различных групп, нередко выступающих в образе уличных хулиганов и всегда готовых применять насилие за деньги. Они обычно действуют в гражданской одежде без опознавательных знаков, позади рядов митингующих. Они нередко известны милиции и имеют уголовное прошлое. Многие из них являются безработными и деятельность в роли «титушек» составляет их единственный заработок.
С. А. Жаботинская в своей работе приводит целый ряд лексических новообразований от того же корня:
- Майдан
  - титушня («наёмники-провокаторы»),
  - битушки («сотрудники спецподразделения „Беркут“, которые применяли резиновые палки (биты) против мирных демонстрантов»),
  - ментушки («милиция, защищающая власть, выполняющая функции титушек»),
  - роститушки («провокаторы, приехавшие из Ростовской области, России»),
  - титушкобус («транспорт, на котором доставляют провокаторов»),
  - титушководы («руководители провокаторов»),
  - телетитушки («СМИ, обслуживающие власть»),
  - виртитушки, айтитушки («Интернет-тролли, работающие за плату»);
- Антимайдан
  - петюшки («радикалы из „Правого сектора“, финансируемые Петром Порошенко»),
  - проститушки («люди, готовые для достижения своих целей продаваться кому угодно, даже тому, чьи интересы идут вразрез с интересами собственной страны и собственного народа»),
  - тритушки («Арсений Яценюк, Виталий Кличко, Олег Тягнибок»),
  - информтитушки, СМИтушки («про-Майдановские СМИ»).

## Титушки в Грузии
Во время антиправительственных митингов в Грузии в 2024 году, которые часто сравнивают с «евромайданом», группы людей в черной одежде, которых Грузины так же прозвали «титушками» наводили беспорядки в Тбилиси, передвигаясь по городу, и избивая участников протеста, журналистов, и прохожих.